# Robert Pound
Robert Vivian Pound (Ridgeway (Ontario) , 16 de mayo de 1919 – 12 de abril de 2010) fue un físico estadounidense de origen canadiense, que ayudó a descubrir la resonancia magnética nuclear y que ideó el famoso experimento de Pound y Rebka apoyando la relatividad general. Se convirtió en profesor titular de física en Harvard sin haber recibido nunca un título de posgrado.
En 1946, Pound junto a colaboradores Edward Purcell y Henry Torrey adaptaron las técnicas del laboratorio de radiación, ampliamente utilizadas hasta el día de hoy en radares y comunicaciones, para detectar resonancia magnética nuclear en materia condensada. Pronto, la RMN se convirtió en una herramienta analítica estándar en química, biología y física, y el oscilador marginal "Pound box" se convirtió en el detector de RMN estándar.
El descubrimiento de la resonancia magnética nuclear le dio el Premio Nobel de Física en 1952, aunque, debido a la limitación de receptores del premio exigida por la Academia, solo fueron designados como ganadores a Edward Purcell y Felix Bloch. Sin embargo, en su discurso al destinatario Ed Purcell, el profesor Hulthén celebró el "experimento muy interesante que realizó junto con el Dr. Pound", convirtiendo a Pound en uno de los dos únicos colaboradores nombrados explícitamente en el discurso. Pound recibió la Medalla Nacional de Ciencia en 1990 por sus contribuciones en el campo de la física. Pound fue profesor emérito de física Mallinckrodt en la Universidad de Harvard.
El nombre de Pound también se adjunta a la técnica Pound-Drever-Hall utilizada para bloquear la frecuencia de un láser en una cavidad óptica estable.